# Longueuil Chevaliers
Longueuil Chevaliers byl kanadský juniorský klub ledního hokeje, který sídlil v Longueuilu v provincii Québec. V letech 1982–1987 působil v juniorské soutěži Quebec Major Junior Hockey League. Zanikl v roce 1987 přestěhováním do Victoriavillu, kde byl vytvořen tým Victoriaville Tigres. Své domácí zápasy odehrával v hale Colisée Jean Béliveau s kapacitou 2 400 diváků.
Nejznámější hráči, kteří prošli týmem, byli např.: J. J. Daigneault, Donald Dufresne, André Racicot, Yves Racine nebo Ronnie Stern.

## Úspěchy
- Vítěz QMJHL ( 1× )
  - 1986/87

## Přehled ligové účasti
Zdroj: 
- 1982–1987: Quebec Major Junior Hockey League (Lebelova divize)